# Emesh (cràter)
Emesh és un cràter sobre la superfície del planeta nan Ceres, situat amb el sistema de coordenades planetocèntriques a 12.3 ° de latitud nord i 159.4 ° de longitud est. Fa un diàmetre de 20 km. El nom va ser fet oficial per la UAI el 25 d'agost del 2017 i fa referència a Emeix, déu de la vegetació i de l'agricultura de la mitologia sumèria.